# Dalton (Richmondshire)
Pour les articles homonymes, voir Dalton.
Dalton est un village et une paroisse civile du Yorkshire du Nord, en Angleterre.